# Notothenia cyanobrancha
Notothenia cyanobrancha (J. Richardson, 1844) è una specie di pesce attinopterigo della famiglia dei Nototenidi, nativa dell'Oceano Australe.

## Tassonomia
Notothenia coriiceps fu descritto formalmente per la prima volta nel 1844 dal medico di bordo, naturalista ed esploratore artico scozzese John Richardson, con il tipo nomenclaturale raccolto al largo delle Isole Kerguelen nelle Terre Australi e Antartiche Francesi. Questa specie venne posta in un proprio genere, chiamato Indonotothenia, dall'ittiologo russo A.V. Balushkin nel 1984 e ripresa nel 2011 da Ronald Fricke e W.N. Eschmeyer nel loro "Catalog of fishes", ma questa classificazione non è presente nel libro "Fishes of the Southern Ocean" di Ofer Gon e Phillip C. Heemstra (dove Indonotothenia è un sottogenere di Notothenia), in "A History and Atlas of Fishes of the Antarctic Ocean" di R.G. Miller o nelle pubblicazioni della FAO per la pesca nell'Oceano Australe (Area di pesca 48, 58 e 88), tre fonti autorevoli sui pesci dell'Antartide. Comunque, altre ricerche devono essere compiute per determinare a quale genere dovrebbe appartenere questa specie; al 2024, FishBase considera Indonotothenia cyanobrancha semplicemente un sinonimo di N. cyanobrancha. Il nome specifico è composto da cyano, ovvero "blu" e branchus, che significa "branchia", in riferimento alla banda di colore viola scuro o blu che costeggia la parte superiore delle membrane branchiali.

## Descrizione
In vita, questa specie è uniformemente marrone o nerastra. Negli esemplari bruni, sono presenti alcune tracce più scure su tutto il corpo, in entrambi i colori prima citati, mentre la parte ventrale risulta essere leggermente più chiara. Il margine della membrana dell'opercolo (vicino alle branchie) è distintivamente blu scura, da cui il nome della specie. La lunghezza massima mai misurata si attesta ai 30 centimetri; nonostante ciò, lunghezze fino a 20 centimetri sono più comuni.

## Distribuzione, habitat e biologia
Questa specie è demersale, che abita acque relativamente poco profonde, dalla superficie fino ai 27 metri di profondità e si ciba prevalentemente di anfipodi, isopodi (come Exsosphaeroma gigas e quelli del genere Serolis), il decapode Halicarcinus planatus e i gastropodi del genere Nacella. È anch'egli preda dell'albatro spracciglio nero (Thalassarche melanophris). La maturità sessuale viene raggiunta all'età di 3-4 anni e a lunghezze superiori i 10 centimetri. La fregola avviene ad aprile di ogni anno, tuttavia, gli esemplari che compiono per la prima volta atti di riproduzione la svolgono a gennaio: durante questo periodo, dalle 20.000 alle 30.000 uova dal diametro di 1.3-1.6 millimetri vengono deposte. Queste si schiudono entrando in uno stato larvale della durata di un anno, rendendole le larve di pesce più abbondanti nelle acque intorno alle Isole Kerguelen, dove sono presenti tutto l'anno, ma più comuni a febbraio
Nonostante questa specie sia catturata tramite bycatch, non risulta essere di nessuno interesse commerciale, a differenza di altre specie presenti nelle acque circostanti le Isole Kerguelen come Champsocephalus gunnari.